# Machapunga

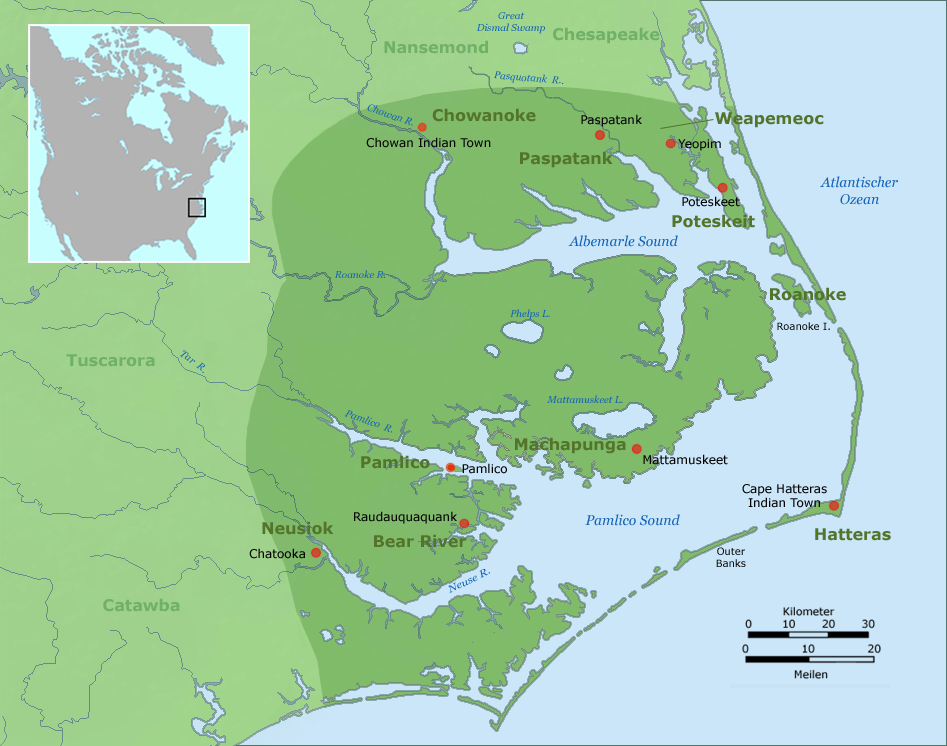
Wohngebiet der Machapunga und benachbarter Stämme von 1657 bis 1795

Die Machapunga, auch Mattamuskeet  genannt, waren ein Indianerstamm, dessen Stammesgebiet an der Ostküste des heutigen Bundesstaats North Carolina in den Vereinigten Staaten lag. Sprachlich sind sie der kleinen Gruppe der North-Carolina-Algonkin zuzuordnen.

## Name und Wohngebiet
Machapunga bedeutet in der Algonkin-Sprache übler Staub oder viel Schmutz, vermutlich bezogen auf das teilweise staubige Marschland ihres Wohngebiets. Im 17. Jahrhundert siedelten sie am Pungo River, der im Great Dismal Swamp entspringt und südwärts fließend im Lake Mattamuskeet mündet. Mattamuskeet ist der Name ihres Dorfes, das sich 1733 im Südosten des nach diesem benannten Sees befand. Der rund 29 km lange und 11 km breite See liegt im Südosten der Albemarle-Pamlico-Halbinsel im Hyde County. Ethnologen vermuten, dass der Stamm sich in prähistorischer Zeit von den Virginia-Algonkin getrennt hat, nach Süden gezogen ist und damit zu einer der wohl letzten aller Algonkin-Wanderungen zählt, die sich südwärts entlang der Atlantikküste bewegten.

## Lebensweise und Kultur
Die Machapunga wurden um 1713 als ausgezeichnete Fischer bezeichnet. Sie fertigten ihre Netze mit unterschiedlich weiten Maschen aus den Fasern der Asclepias syracia zum Fangen von Heringen, Umber- und Maifischen. Sie jagten Hirsche, Bären, Truthähne und anderes Wild in den ausgedehnten Sümpfen des östlichen North Carolina. Dicht am Wohnort lagen die Felder, auf denen Männer und Frauen gemeinsam Mais, Bohnen und Kürbisse anbauten. Die jährliche etwa 240 Tage dauernde Wachstumsperiode erlaubte oftmals zwei Ernten von demselben Feld. Der Yupon Busch (Ilex vomitoria) bedeckte weite Teile des flachen Landes und brachte eine Fülle immergrünen Laubs hervor. Die Blätter ergaben getrocknet und geröstet eine Art von Tee, der zu einem hervorragenden, heilkräftigen Getränk aufgegossen wurde. Zur indianischen Handwerkskunst gehörte die Korbmacherei, bei der Körbe aus Hickory- und Eichenspänen in der vorherrschenden Machart gefertigt wurden, die allgemein bei den Irokesen- und Algonkinstämmen des Ostens üblich war.
Einige besondere Hinweise auf die Machapunga sind in den Anmerkungen von John Lawson zu finden. Der englische Entdecker berichtet aus dem Jahr 1701, dass die Machapunga in einer Stadt namens Marmuskeet oder Mattamuskeet lebten und 30 Krieger stellen konnten. Bei einigen Familien wurden besondere Bräuche entdeckt, die es anderswo nicht gab. Zum Beispiel übten zwei Machapunga-Familien den jüdischen Brauch der Beschneidung aus, der offenbar nirgendwo anders bei Indianern praktiziert wurde.

## Geschichte

### 16. bis 18. Jahrhundert

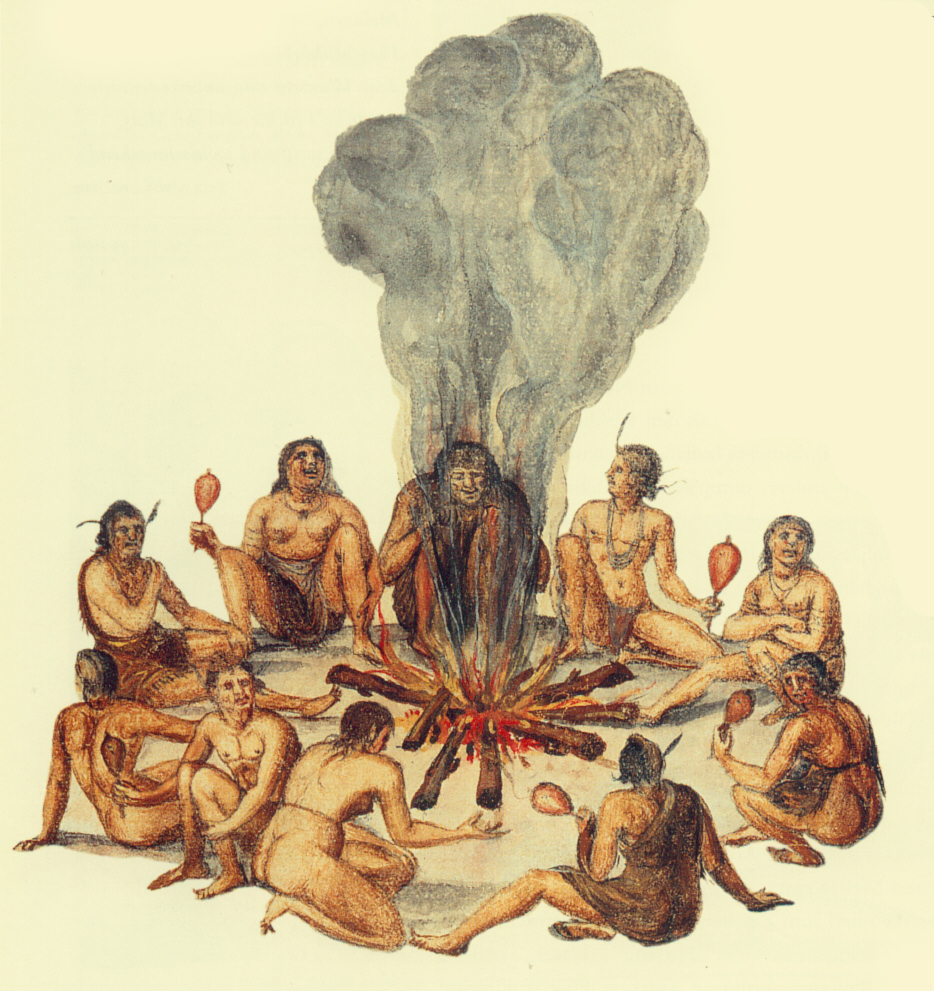
Krieger-Zeremonie der Secotan.

Am 9. April 1585 brachen in Plymouth im Auftrag von Sir Walter Raleigh mehrere Schiffe nach Roanoke Island vor der Küste des heutigen North Carolina auf, von denen 107 Personen als Siedler auf Roanoke blieben und am 17. August die Roanoke Kolonie gründeten. Auf dem Festland zwischen Albemarle und Pamlico Sound trafen sie auf einen Indianerstamm, den sie Secotan nannten. Mitglieder dieses Stammes wurden von einem englischen Künstler namens John White in zahlreichen Zeichnungen und Aquarellen festgehalten und so der Nachwelt überliefert. Nach dem Untergang der ersten englischen Kolonie in der Neuen Welt dauerte es mehr als 120 Jahre, bis um 1714 verlässliche Berichte über die lokalen Indianerstämme von einem Entdecker namens John Lawson verfasst wurden. Lawson benannte mehrere lokale Gruppen, die von John White als Secotan bezeichnet worden waren, dazu gehörten die auf den Sandbänken vor der Küste lebenden Hatteras, die Bear River und die Machapunga auf dem Festland beim Lake Mattamuskeet. Ob es sich dabei um die Nachfahren der Secotan handelt, ist naheliegend aber wissenschaftlich nicht geklärt. Der Stammesname Secotan kam in seinen Aufzeichnungen nicht mehr vor.
Im Tuscarora-Krieg (1712–1714) stellten sich die Machapunga gemeinsam mit den benachbarten Coree gegen die Kolonisten, wie aus zeitgenössischen Berichten hervorgeht. De Graffenrieds Manuscript Journal erwähnt die Marmusckits als Teilnehmer bei Plünderungen und Räubereien an der Seite von Tuscarora-Kriegern. 1713 töteten und verschleppten sie etwa 20 Personen von Roanoke Island und aus Croatan. 50 Krieger der Mattamuskeet, Catechnee und Coree griffen Kolonisten am Alligator River an. Anschließend flohen sie in den Great Dismal Swamp. Mit Hilfe befreundeter Indianer trieben die Engländer die Mattamuskeet aus dem Sumpf heraus und nahmen sie gefangen. Offenbar waren die mit den Engländern verbündeten Tuscarora unter Chief Tom Blunt dafür hauptsächlich verantwortlich, dass viele Krieger der Mattamuskeet getötet wurden. Der schließlich mit den Coree und anderen besiegten Indianern abgeschlossene Friedensvertrag vom 11. Februar 1715 sah vor, dass diese auf dem Gebiet der Mattamuskeet unter kolonialer Aufsicht siedeln durften. Um 1731 zählten die Mattamuskeet gemeinsam mit Angehörigen anderer Stämme lediglich 20 Familien, die auf den Inseln und Sandbänken lebten. Aus dem Jahr 1753 gibt es eine Schätzung über 15 bis 20 Familien aus dem gleichen Gebiet.

### 19. bis 20. Jahrhundert
Mit der abnehmenden Zahl ging das Interesse an den Indianern North Carolinas verloren und aus der zweiten Hälfte des 18. und dem gesamten 19. Jahrhundert gibt es kaum Informationen über Indianer an der Küste North Carolinas. Bei seinen Recherchen im Jahr 1916 ermittelte der Anthropologe Frank Speck bei der Befragung von Siedlern am Albemarle- und Pamlico-Sound, dass einige Personen ursprünglich von Indianern vom Pungo River in der Nähe des Lake Mattamuskeet abstammten. Sie waren nachweislich Nachfahren der Machapunga, nach denen der Pungo River benannt wurde. Diese Leute führten ihre Abstammung auf Israel Pierce, einen Pungo-River-Indianer, zurück. Derartige christliche Namen waren ab 1718 bei den Stämmen der Region üblich, wie eine Liste der Häuptlingsnamen beweist. Diese Liste stammt vom benachbarten Stamm der Chowan und befindet sich unter den Dokumenten der Kolonialbehörden. Zu seinen Nachkommen gehörte Mrs. M.H.Pugh. Sie war seine Enkelin, damals schon eine alte Frau von etwa 80 Jahren, und in der Gegend des Pungo Rivers geboren und aufgewachsen. In späteren Jahren zog sie nach Hatteras Island. Sie hatte vier Söhne und Töchter sowie zahlreiche Enkelkinder. Außerdem lebten die Familien Pugh, Daniels und Berry, alles dunkelhäutige Menschen, in Roanoke, auf Hatteras und den benachbarten Inseln. Diese Familien hatten sich mit Afroamerikanern vermischt, während eine Familie Westcott von hellerer Hautfarbe war. Im Äußeren wichen sie erheblich vom Erscheinungsbild eines Indianers ab und wiesen eher Merkmale von Weißen oder Afroamerikanern auf, wobei die letzteren in der jüngeren Generation dominierten. Kein einziger dieser Leute kannte ein Wort aus der Indianersprache und niemand besaß eine Erinnerung an indianische Sitten und Gebräuche. Sie kannten nicht einmal den Namen ihres Stammes.
Specks Recherchen lieferten den letzten veröffentlichten Bericht über die North-Carolina-Algonkin. Seine kleine Sammlung von Material über die Machapunga befindet sich im American Museum of Natural History in New York.